# Смирнов, Сергей Павлович (футболист)
Сергей Павлович Смирнов (1957 — 5 февраля 2022) — советский футболист, полузащитник, защитник. Мастер спорта СССР (1990).

## Биография
Всю карьеру провёл в курском «Авангарде». За 14 сезонов (1975, 1977—1979, 1981—1990) во второй лиге сыграл более 300 матчей, много лет был капитаном команды.
Скончался 5 февраля 2022 года на 65-м году жизни.